# Shila Amzah
Shila Amzah (Kuala Lumpur, Malásia, 13 de agosto de 1990) é uma cantora malaia.

## Discografia

### Álbuns
| Ano  | Álbum                                      | Tipo        | Gravadora                |
| ---- | ------------------------------------------ | ----------- | ------------------------ |
| 2000 | Terima Kasih Guru                          | Solo        | ACE                      |
| 2005 | Sha-hila                                   | Solo        | EMI                      |
| 2008 | Ost 5 Jingga                               | Duo / Group | EMI                      |
| 2009 | Bebaskan                                   | Solo        | Monkey Bone Records      |
| 2011 | 3 Suara (com Ning Baizura e Jaclyn Victor) | Duo / Group | Sony Music Entertainment |
| 2013 | por anunciar                               | Solo        | Sony Music Entertainment |

### Singles
| Year | Song Title                                                    | Álbum                                |
| ---- | ------------------------------------------------------------- | ------------------------------------ |
| 1995 | "Jenguk-jenguklah Anak Kita" featuring ND Lala                | Diari Y.B                            |
| 2000 | "Ibu"                                                         | Terima Kasih Guru                    |
| 2000 | "Terima Kasih Guru"                                           | Terima Kasih Guru                    |
| 2000 | "Budi dan Jasa"                                               | Terima Kasih Guru                    |
| 2005 | "Saat Bahagia"                                                | Sha-Hila                             |
| 2005 | "Kita Berdansa (Loco Loco)"                                   | Sha-Hila                             |
| 2005 | "Yang Teristimewa"                                            | Sha-Hila                             |
| 2006 | "E-mail Darimu"                                               | Sha-Hila                             |
| 2008 | "Memori Tercipta"                                             | Single                               |
| 2008 | "Re-Maja"                                                     | 5 Jingga                             |
| 2008 | "Tidak Berteman" dueto com Atilia Haron                       | 5 Jingga                             |
| 2008 | "Tak Minta Popular"                                           | 5 Jingga                             |
| 2008 | "Bebaskan" featuring Cat Farish                               | Bebaskan                             |
| 2009 | "Ada ada Saja"                                                | Bebaskan                             |
| 2009 | "Kejar"                                                       | Bebaskan                             |
| 2009 | "Hanya Kita / Hell No!"                                       | Bebaskan                             |
| 2009 | "Tunjukkan Cintamu" dueto com RAN group                       | Friday                               |
| 2009 | "Rentak Optimis" dueto com Dafi                               | Coca Cola Camnilah Music!            |
| 2009 | "Through My Window"                                           | TM Net Everyone Connects             |
| 2011 | "Di Mana Di Mana" como trio com Ning Baizura e Jaclyn Victor  | 3 Suara                              |
| 2011 | "Beribu Sesalan" como trio com Ning Baizura e Jaclyn Victor   | 3 Suara                              |
| 2011 | "Patah Seribu"                                                | Single                               |
| 2012 | "Semua Isi Hatimu" como trio com Ning Baizura e Jaclyn Victor | 3 Suara (3 Vozes)                    |
| 2012 | "Ke Akhir Garisan"                                            | Olimpik London: Impian Emas Malaysia |
| 2012 | "Dejavu"                                                      | BSO Aku, Kau dan Dia                 |

### Jingles
| Year | Single              | Campaign / Promotion                                                                                   |
| ---- | ------------------- | --- |
| 2009 | Hanya Kita          | Clean & Clear's Malaysia Promo                                                                         |
| 2009 | Tunjukkan Cintamu   | Cornetto's Love Promo (com RAN)                                                                        |
| 2009 | Best of Both Worlds | Disney Channel's Promo (com Miley Cyrus)                                                               |
| 2009 | Rentak Optimis      | Camnilah Muzik!'s Coca Cola Promo (com Dafi)                                                           |
| 2009 | Through My Window   | TM Net Everyone Connects (also participated by Bunkface, Tomok, Akim Ahmad, Dafi dan Stacy Angie Anam) |
| 2012 | Ke Akhir Garisan    | Impian Emas 1Malaysia Olimpik London                                                                   |

## Filmografia
| Ano  | Rede                                   | Canal     | Tipo      | Título       | Papel                                                    | Notas            |
| ---- | -------------------------------------- | --------- | --------- | ------------ | -------------------------------------------------------- | ---------------- |
| 2012 | Astro (Malaysian satellite television) | Astro Ria | Telemovie | Patah Seribu | Bella (as a lover to Azu played by Sharnaaz Basir Ahmad) | Female lead role |

## Prêmios
| Ano  | Competição                                                          | Prêmio                                                                | Resultado | País anfitrião                  |
| ---- | ------------------------------------------------------------------- | --------------------------------------------------------------------- | --------- | ------------------------------- |
| 2000 | Bintang Kecil RTM                                                   | 2nd place for "Ibu" song                                              | Runner-up | Malásia                         |
| 2000 | Anugerah Bintang Popular Berita Harian                              | Popular Kids Artist                                                   | Indicado  | Malásia                         |
| 2007 | One in a Million (Season 2)                                         | 2nd place for "Stuck", "Opps I Did It Again", "Memori Tercipta" songs | Runner-up | Malásia                         |
| 2008 | Asia New Singer Competition (Penang Shanghai World Star Quest 2008) | Champion **(Gold Award)                                               | Venceu    | Malásia                         |
| 2008 | Asia New Singer Competition (Penang Shanghai World Star Quest 2008) | Best Song for "Memori Tercipta" song                                  | Venceu    | Malásia                         |
| 2009 | Anugerah Industri Muzik (16th edition)                              | Best Female Vocal Performance for "Memori Tercipta" song              | Indicado  | Malásia                         |
| 2011 | Anugerah Planet Muzik                                               | Best Duo / Group for (3 Suara)                                        | Venceu    | Malásia · Singapura · Indonésia |
| 2011 | Anugerah Planet Muzik                                               | Best Album for (3 Suara)                                              | Indicado  | Malásia · Singapura · Indonésia |
| 2011 | Anugerah Industri Muzik (18th edition)                              | Best Duo Vocal Performances / Group for (3 Suara)                     | Venceu    | Malásia                         |
| 2011 | Anugerah Industri Muzik (18th edition)                              | Best Pop Song for "Beribu Sesalan" song                               | Indicado  | Malásia                         |
| 2011 | Anugerah Industri Muzik (18th edition)                              | Best Album for (3 Suara)                                              | Indicado  | Malásia                         |
| 2011 | Anugerah Bintang Popular Berita Harian                              | Popular Duo / Group Artists for (3 Suara)                             | Venceu    | Malásia                         |
| 2011 | Anugerah Bintang Popular Berita Harian                              | Most Popular Female Singer                                            | Indicado  | Malásia                         |
| 2011 | Anugerah Bintang Popular Berita Harian                              | Most Popular Female Artist Online                                     | Indicado  | Malásia                         |
| 2011 | Anugerah Juara Lagu (26th edition)                                  | 2nd place for "Beribu Sesalan" song                                   | Runner-up | Malásia                         |
| 2012 | Asian Wave (season 1)                                               | Champion                                                              | Venceu    | Malásia                         |
| 2012 | Anugerah Industri Muzik (19th edition)                              | Best Female Vocal Performance for "Patah Seribu" song                 | Indicado  | Malásia                         |
| 2012 | Anugerah Industri Muzik (19th edition)                              | Best Song Award for "Patah Seribu" song                               | Venceu    | Malásia                         |
| 2012 | Anugerah Industri Muzik (19th edition)                              | Best Pop Song Award for "Patah Seribu" song                           | Venceu    | Malásia                         |
| 2012 | Shout! Awards (3rd edition)                                         | Power Vocal Award (Powerful Vocals Awards)                            | Venceu    | Malásia                         |
| 2012 | Shout! Awards (3rd edition)                                         | Music Video Award (Best Music Video) for "Deja Vu" song               | Indicado  | Malásia                         |
| 2012 | Anugerah Planet Muzik                                               | Best Female Artist                                                    | Venceu    | Malásia · Singapura · Indonésia |
| 2012 | Anugerah Planet Muzik                                               | Most Popular Regional Artist                                          | Indicado  | Malásia · Singapura · Indonésia |
| 2012 | Anugerah Planet Muzik                                               | Most Popular Regional Song for "Beribu Sesalan"                       | Indicado  | Malásia · Singapura · Indonésia |
| 2012 | Anugerah Planet Muzik                                               | New Media Icon                                                        | Indicado  | Malásia · Singapura · Indonésia |
| 2013 | Anugerah Bintang Popular Berita Harian                              | Most Popular Female Singer                                            | Pendente  | Malásia                         |
| 2013 | Anugerah Bintang Popular Berita Harian                              | Stailo Female Artist                                                  | Indicado  | Malásia                         |
| 2013 | Anugerah Bintang Popular Berita Harian                              | Influential Artist in Social Media                                    | Pendente  | Malásia                         |
| 2013 | Anugerah Bintang Popular Berita Harian                              | Most Popular Asian Artist                                             | Pendente  | Malásia                         |
| 2013 | Anugerah Bintang Popular Berita Harian                              | Best on Screen Chemistry "com Sharnaaz Ahmad"                         | Indicado  | Malásia                         |
| 2013 | World Music Awards                                                  | World's Best Female Artist                                            | Pendente  | Estados Unidos                  |
| 2013 | World Music Awards                                                  | World's Best Entertainer of The Year                                  | Pendente  | Estados Unidos                  |
| 2013 | Anugerah Juara Lagu (27th edition)                                  | Finalist for "Patah Seribu" song                                      | Indicado  | Malásia                         |
| 2013 | Shorty Awards (Fifth Annual)                                        | Best Reality Star in Social Media                                     | Pendente  | Estados Unidos                  |
| 2013 | Shorty Awards (Fifth Annual)                                        | Best Shilalas in Social Media                                         | Pendente  | Estados Unidos                  |
| 2013 | Shorty Awards (Fifth Annual)                                        | Best Singer in Social Media                                           | Pendente  | Estados Unidos                  |
| 2013 | Shorty Awards (Fifth Annual)                                        | Best Celebrity in Social Media                                        | Pendente  | Estados Unidos                  |
| 2013 | Shorty Awards (Fifth Annual)                                        | Best Music in Social Media                                            | Pendente  | Estados Unidos                  |